# Todos los hermanos eran valientes
Todos los hermanos eran valientes es una película de aventuras de la época clásica de la Metro-Goldwyn-Mayer dirigida Richard Thorpe y basada en una novela de Ben Ames Williams.

## Argumento
Joel Shore pertenece a una familia de larga tradición marinera. Cuando se hace cargo de su barco ballenero, sucede a su hermano Mark, que desapareció en el anterior viaje en sospechosas y turbias circunstancias, y al que todo el mundo da por muerto. Pero antes de partir, Joel se casa con Priscilla, quien partirá en el barco con él. Mientras el barco navega en busca de ballenas, Joel sondea a la tripulación para intentar averiguar qué sucedió con su hermano Mark, pero lo que va conociendo no le aclara demasiado las cosas, puesto que no queda claro si su comportamiento extraño se debió a las fiebres que padecía o si era debido a su alcoholismo. Sorprendentemente tras una accidentada caza de ballena, llegan a una isla en la que aparece Mark, que aporta su versión de los hechos. A la trama se une la existencia de un tesoro de perlas en una remota isla. Este hecho y la rivalidad por Priscilla harán que los hermanos se enfrenten.
- Robert Taylor como Joel Shore
- Stewart Granger como Mark Shore
- Ann Blyth como Priscilla 'Pris' Holt
- Betta St. John como Chica Nativa
- Keenan Wynn como Silva
- James Whitmore como Fetcher
- Kurt Kasznar como Quint
- Lewis Stone como Captain Holt
- Robert Burton como Asa Worthen
- Peter Whitney como James Finch, Primer Piloto
- John Lupton como Dick Morrell, Tercer Piloto
- Jonathan Cott como Carter
- Mitchell Lewis como Cook
- James Bell como Aaron Burnham
- Leo Gordon como Peter How